# 谷口功一 (野球)
谷口 功一（たにぐち こういち、1973年5月4日 - ）は、大阪府四條畷市出身の元プロ野球選手（投手）、野球指導者。

## 来歴・人物
大東畷（ボーイズリーグ）では、副キャプテン、全国大会で優勝をしている。キャプテンだったのは、萩原誠（元：阪神タイガース）。
1990年、天理高2年時に出場した第72回全国高等学校野球選手権大会で1学年上の南竜次との二枚エースで全国制覇。翌1991年のドラフト1位で巨人入り。長身から低めに決まる速球に威力はあったが2年目の2軍戦での最中に右肩を故障。これが原因で3年間日常生活もままならないような日々を過ごすこととなり復帰後にはかつて150km/h出た球速も130km/hまで落ちることとなる。
6年目には柏田貴史と共にニューヨーク・メッツのキャンプに参加し、投球フォームもスリークォーターに変更するなど技巧派転向を模索、この年の二軍初勝利を完封勝利で挙げたがそれが巨人では最後の勝利に終わり、シーズンオフに巨人から戦力外通告を受ける。その後、入団テストを経て西武に入団するも一軍未登板に終わり、再び解雇される。翌年、横浜、近鉄の入団テストを受け、横浜は不合格であったが、近鉄に合格して入団。
1999年、6年ぶりの一軍登板を果たしたが結果を残せずこの年限りで近鉄を退団した。その後はアメリカに渡り、テキサス・レンジャーズにマイナー契約で入団するもメディカルチェックに引っかかり契約を解除される。
その後は、アメリカの独立リーグ数球団を渡り歩き2000年のシーズンには先発投手として7勝をあげる。その後も2002年まで現役を続け、その間も日本球界復帰を目指して日本の球団の入団テストに何度も参加し、トライアウトも受けたが手を挙げる球団はなくその年限りで引退した。
アメリカから帰国後は中学生硬式野球チーム・大東畷ボーイズ監督を経て、スポーツバーの支配人をしていた。
2008年11月、四国・九州アイランドリーグの長崎セインツコーチに就任。同球団が解散した2010年シーズンまで務めた。2011年より大阪市内で居酒屋を経営している。
2020年からは関西独立リーグの06BULLSコーチに就任。また、同年6月27日、古巣の巨人とOBスカウトとしても契約を締結し、大阪エリアの有望選手の情報を巨人に提供する役割を担っている。
2020年シーズン終了後、06BULLSのゼネラルマネージャーに就任することが発表された。
また、ゼネラルマネージャー就任後もリーグではコーチとして登録されている。2022年3月には球団代表にも就任した。06BULLSは2023年より大阪ゼロロクブルズに改名した。2023年11月1日付で球団代表を退任してGM専任となった。2025年1月6日、藤井秀悟と役職を交代する形で監督に就任したことが発表された。

## 詳細情報

### 年度別投手成績
| 年 度     | 球 団     | 登 板 | 先 発 | 完 投 | 完 封 | 無 四 球 | 勝 利 | 敗 戦 | セ 丨 ブ | ホ 丨 ル ド | 勝 率 | 打 者 | 投 球 回 | 被 安 打 | 被 本 塁 打 | 与 四 球 | 敬 遠 | 与 死 球 | 奪 三 振 | 暴 投 | ボ 丨 ク | 失 点 | 自 責 点 | 防 御 率 | W H I P |
| --------- | --------- | ----- | ----- | ----- | ----- | -------- | ----- | ----- | -------- | ----------- | ----- | ----- | -------- | -------- | ----------- | -------- | ----- | -------- | -------- | ----- | -------- | ----- | -------- | -------- | ------- |
| 1993      | 巨人      | 3     | 0     | 0     | 0     | 0        | 0     | 0     | 0        | --          | ----  | 22    | 4.0      | 4        | 2           | 5        | 0     | 0        | 5        | 0     | 0        | 5     | 4        | 9.00     | 2.25    |
| 1999      | 近鉄      | 4     | 0     | 0     | 0     | 0        | 0     | 0     | 0        | --          | ----  | 16    | 3.1      | 3        | 0           | 4        | 0     | 0        | 4        | 1     | 0        | 2     | 2        | 5.40     | 2.10    |
| 通算：2年 | 通算：2年 | 7     | 0     | 0     | 0     | 0        | 0     | 0     | 0        | --          | ----  | 38    | 7.1      | 7        | 2           | 9        | 0     | 0        | 9        | 1     | 0        | 7     | 6        | 7.36     | 2.18    |

### 記録
- 初登板：1993年5月9日、対ヤクルトスワローズ6回戦（明治神宮野球場）、8回裏に4番手で救援登板・完了、1回2失点
- 初奪三振：1993年5月16日、対広島東洋カープ8回戦（広島市民球場）、8回裏に緒方孝市から

### 背番号
- 25 （1992年 - 1994年、2020年、2023年 - ）
- 48 （1995年 - 1997年）
- 63 （1998年）
- 52 （1999年）
- 73 （2009年 - 2010年）
- 54 （2021年 - 2022年）